# Condylostylus perforatus
Condylostylus perforatus är en tvåvingeart som beskrevs av Octave Parent 1934. Condylostylus perforatus ingår i släktet Condylostylus och familjen styltflugor.
Artens utbredningsområde är Thailand. Inga underarter finns listade i Catalogue of Life.